# Deutsche Fußballmeisterschaft 1930/31
Die vierundzwanzigste deutsche Fußballmeisterschaft 1931 stand ganz im Zeichen der Weltwirtschaftskrise. Massenarbeitslosigkeit und Armut regierten in Deutschland. Davon war auch der Fußball betroffen; die Zuschauerzahlen gingen deutlich zurück.
In dieser schwierigen Zeit war es nicht verwunderlich, dass einige Spieler von ihren Vereinen ein Handgeld kassierten, was nach dem reinen Amateurideal des DFB eigentlich verboten war. Bei den großen Vereinen wie Hertha BSC, Eintracht Frankfurt oder dem 1. FC Nürnberg war dies allerdings längst gängige Praxis geworden, und die Regionalverbände drückten zumeist großzügig ein Auge zu. Der Westdeutsche Spielverband sah dies in dieser Saison jedoch anders. Massiv ging der Verband gegen jene Spieler vor, die Handgeld kassierten und damit in den Augen der Funktionäre Profis waren. Besonders hart getroffen wurde der FC Schalke 04, dessen erste Mannschaft fast vollständig vom WSV gesperrt wurde. Sportlich stürzten die Schalker dadurch in der Ruhrbezirksliga ab und wären in die Zweitklassigkeit abgestiegen, wenn die Sperre bedingt durch heftige Proteste aller Fußballanhänger in Westdeutschland nicht nach einem halben Jahr aufgehoben worden wäre. Somit konnte Schalke den Klassenerhalt noch sicherstellen, an eine Endrundenteilnahme war allerdings nicht mehr zu denken.
In Nordostdeutschland gab es Veränderungen beim Zuschnitt der Regionen. Die meisten Vereine Pommerns schlossen sich dem VBB an und spielten nun mit den Berlin-Brandenburgischen Mannschaften um die Regionalmeisterschaft. Die Region des Baltenverbandes umfasste damit nur noch das östliche Hinterpommern, Danzig und Ostpreußen.
Titelträger wurde erneut Hertha BSC, das seinen Titel erfolgreich verteidigte, was bisher nur dem 1. FC Nürnberg gelungen war. Mit ihrer sechsten Finalteilnahme in Folge stellten die Berliner einen Rekord auf, der bis zum Ende der Endspiele um die Meisterschaft im Jahre 1963 nur einmal eingestellt (FC Schalke 04 1937 bis 1942), aber nie übertroffen werden konnte. Dabei hatten die Herthaner bei diesem Finale das Glück, das ihnen in den vier sieglosen Endspielteilnahmen von 1926 bis 1929 versagt geblieben war. Man war im Duell mit den Münchner Löwen eigentlich klar unterlegen und lag verdientermaßen mit 1:2 im Hintertreffen, bis die Berliner durch zwei klare Abseitstreffer (der Schiedsrichter ignorierte in beiden Fällen die Fahne des Linienrichters) das Blatt doch noch wenden konnten. Immerhin blieb den Löwen der Trost, als erste Münchner Mannschaft das Endspiel erreicht zu haben.
Beim ATSB wurde in diesem Jahr zum zweiten Mal die Mannschaft von Lorbeer Hamburg Deutscher Meister, während die Deutsche Turnerschaft keinen Titelträger mehr ausspielte. Dagegen hatte sich vom ATSB die kommunistische Kampfgemeinschaft für Rote Sporteinheit abgespalten und ermittelte ihren ersten nationalen Meister. Den Titel gewann der schon viermalige ATSB-Meister Dresdner SV 1910. Die Deutsche Jugendkraft spielte wieder keinen Meister aus.

## Teilnehmer der Endrunde
| Verein                        | Qualifiziert als                                         |
| SV Prussia-Samland Königsberg | Nordostdeutscher Meister                                 |
| VfB Königsberg                | Nordostdeutscher Vizemeister                             |
| Beuthener SuSV                | Südostdeutscher Meister                                  |
| VfB Liegnitz                  | Südostdeutscher Vizemeister                              |
| Hertha BSC                    | Meister Berlin-Brandenburg                               |
| Tennis Borussia Berlin        | Vizemeister Berlin-Brandenburg                           |
| Dresdner SC                   | Mitteldeutscher Meister                                  |
| SpVgg 1899 Leipzig-Lindenau   | Mitteldeutscher Pokalsieger                              |
| Hamburger SV                  | Norddeutscher Meister                                    |
| Holstein Kiel                 | Norddeutscher Vizemeister                                |
| Fortuna Düsseldorf            | Westdeutscher Meister                                    |
| VfB 03 Bielefeld              | Westdeutscher Vizemeister                                |
| Meidericher SV                | Sieger der westdeutschen Qualifikation zum 3. Teilnehmer |
| SpVgg Fürth                   | Süddeutscher Meister                                     |
| Eintracht Frankfurt           | Süddeutscher Vizemeister                                 |
| TSV 1860 München              | Sieger der süddeutschen Qualifikation zum 3. Teilnehmer  |

## Achtelfinale
| Datum        |                             | Ergebnis             | !Stadion                                               |
| ------------ | --------------------------- | -------------------- | ------------------------------------------------------ |
| 10. Mai 1931 | Beuthener SuSV              | 0:2 (0:0)            | Hamburger SV \|Beuthen, Sportplatz Heinitzgrube        |
| 10. Mai 1931 | VfB 03 Bielefeld            | 2:5 (1:1)            | Hertha BSC \|Dortmund, Kampfbahn Rote Erde             |
| 10. Mai 1931 | Tennis Borussia Berlin      | 6:1 (5:0)            | VfB Liegnitz \|Berlin, Stadion am Gesundbrunnen        |
| 10. Mai 1931 | VfB Königsberg              | 1:8 (0:2)            | Dresdner SC \|Königsberg, VfB-Platz Maraunenhof        |
| 10. Mai 1931 | Holstein Kiel               | 3:2 (0:2)            | SV Prussia-Samland Königsberg \|Kiel, Holstein-Stadion |
| 10. Mai 1931 | SpVgg 1899 Leipzig-Lindenau | 0:3 (0:1)            | SpVgg Fürth \|Leipzig, Probstheidaer Stadion           |
| 14. Mai 1931 | Fortuna Düsseldorf          | 2:3 n. V. (2:2, 1:1) | Eintracht Frankfurt \|Düsseldorf, Rheinstadion         |
| 17. Mai 1931 | TSV 1860 München            | 4:1 (1:1)            | Meidericher SV \|München, Heinrich-Zisch-Stadion       |

## Viertelfinale
| Datum        |                  | Ergebnis  | !Stadion                                                          |
| ------------ | ---------------- | --------- | ----------------------------------------------------------------- |
| 17. Mai 1931 | Hamburger SV     | 2:0 (1:0) | Eintracht Frankfurt \|Altona, Altonaer Stadion                    |
| 17. Mai 1931 | Hertha BSC       | 3:1 (2:1) | SpVgg Fürth \|Berlin, Poststadion                                 |
| 17. Mai 1931 | Dresdner SC      | 3:4 (3:1) | Holstein Kiel \|Dresden, Stadion im Ostragehege                   |
| 24. Mai 1931 | TSV 1860 München | 1:0 (1:0) | Tennis Borussia Berlin \|Frankfurt am Main, Stadion am Riederwald |

## Halbfinale
| Datum        |                  | Ergebnis             | !Stadion                                 |
| ------------ | ---------------- | -------------------- | ---------------------------------------- |
| 31. Mai 1931 | Hertha BSC       | 3:2 n. V. (2:2, 2:0) | Hamburger SV \|Leipzig, Wacker-Stadion   |
| 31. Mai 1931 | TSV 1860 München | 2:0 (0:0)            | Holstein Kiel \|\|Duisburg, Wedaustadion |

## Finale
| Hertha BSC                                             | Hertha BSC | TSV 1860 München | TSV 1860 München |
| ------------------------------------------------------ | --- | --- | ---------------- |
| Hertha BSC                                             | \| Sonntag, 14. Juni 1931 in Köln (Müngersdorfer Stadion) \| \| Ergebnis: 3:2 (1:2) \| \| Zuschauer: 50.000 \| \| Schiedsrichter: Fissenewerth (München-Gladbach) \| | \| Sonntag, 14. Juni 1931 in Köln (Müngersdorfer Stadion) \| \| Ergebnis: 3:2 (1:2) \| \| Zuschauer: 50.000 \| \| Schiedsrichter: Fissenewerth (München-Gladbach) \|      | TSV 1860 München |
| Hertha BSC                                             | Paul Gehlhaar – Willi Völker, Rudolf Wilhelm – Hans Appel, Ernst Müller, Alfred Stahr – Hans Ruch, Hanne Sobek, Bruno Lehmann, Willi Kirsei, Hermann Hahn            | Alfred Riemke – Max Schäfer, Josef Wendl – Ludwig Stock, Alois Pledl, Fritz Eiberle – Ludwig Stiglbauer, Ludwig Lachner, Anton Huber, Otto Oeldenberger, Gustav Thalmeier | TSV 1860 München |
| Hertha BSC                                             | 1:1 Sobek (44.) 2:2 Sobek (75.) 3:2 Kirsei (89.) | 0:1 Oeldenberger (24.) 1:2 Lachner (45.) | TSV 1860 München |
| Sonntag, 14. Juni 1931 in Köln (Müngersdorfer Stadion) | | |                  |
| Ergebnis: 3:2 (1:2)                                    | | |                  |
| Zuschauer: 50.000                                      | | |                  |
| Schiedsrichter: Fissenewerth (München-Gladbach)        | | |                  |

## Torschützenliste
| Spieler | Spieler           | Verein              | Spiele | Tore |
| ------- | ----------------- | ------------------- | ------ | ---- |
| 1.      | Willi Kirsei      | Hertha BSC          | 4      | 7    |
| 2.      | Otto Oeldenberger | TSV 1860 München    | 4      | 4    |
| 2.      | Johannes Sobek    | Hertha BSC          | 4      | 4    |
| 4.      | Karl Ehmer        | Eintracht Frankfurt | 2      | 3    |
| 4.      | Andreas Franz     | SpVgg Fürth         | 2      | 3    |
| 4.      | Richard Hofmann   | Dresdner SC         | 2      | 3    |